# 에푸아스 (코트도르주)

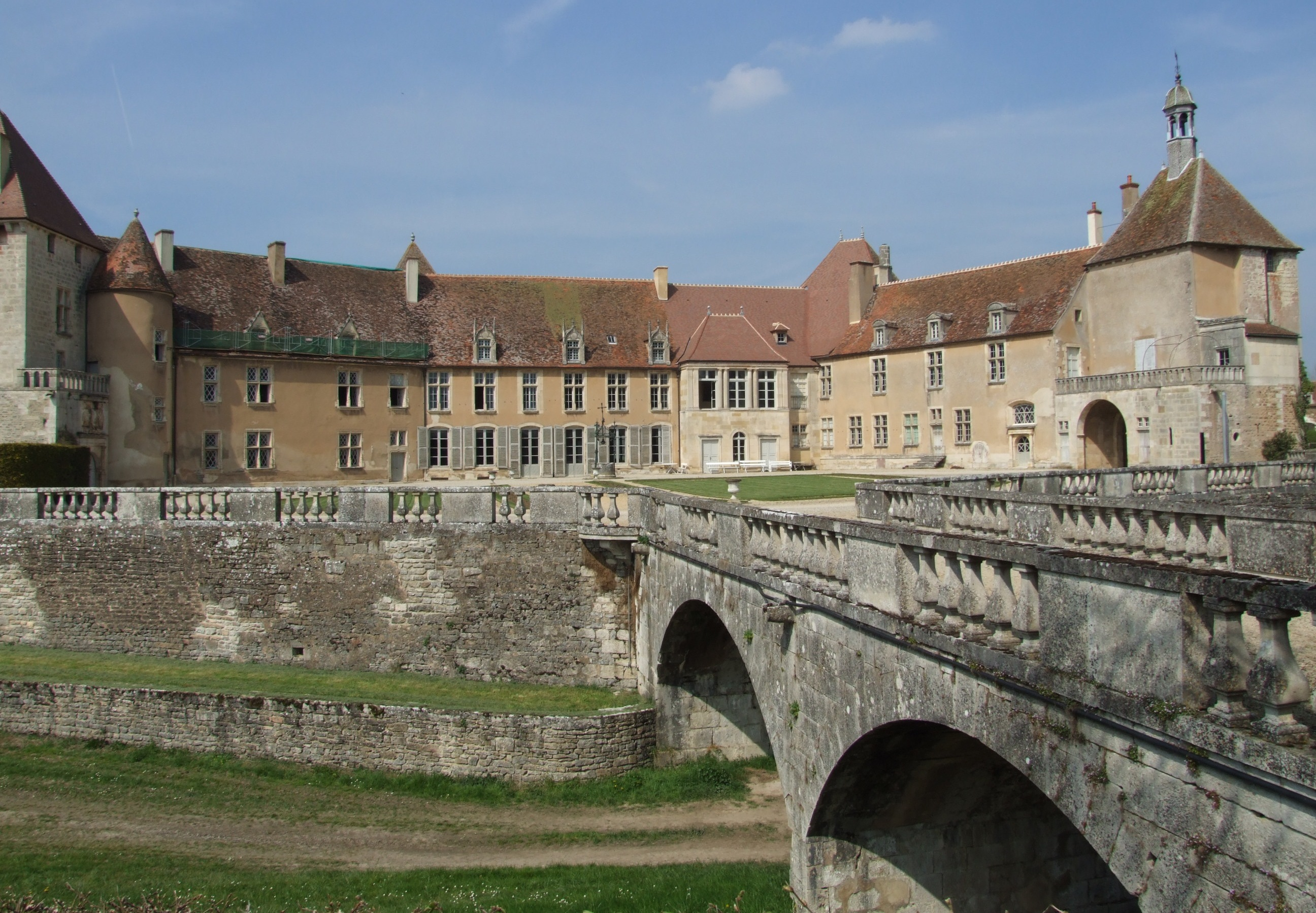

에푸아스(Époisses)는 프랑스 동부 코트도르주의 코뮌으로, 디종과 오세르 사이에 위치해 있다.
이 빌리지는 저온 살균을 하지 않은, 톡 쏘는 맛이 나는 우유 치즈인 에푸아스 치즈로 유명하다.

## 인구
| 연도 | 인구 | ±%     |
| ---- | ---- | ------ |
| 1962 | 619  | —      |
| 1968 | 696  | +12.4% |
| 1975 | 702  | +0.9%  |
| 1982 | 820  | +16.8% |
| 1990 | 794  | −3.2%  |
| 1999 | 721  | −9.2%  |
| 2008 | 802  | +11.2% |

## 같이 보기
- 코트도르주의 코뮌 목록